# Георг Ернст фон Зайн-Витгенщайн-Берлебург
Георг Ернст фон Зайн-Витгенщайн-Берлебург (на немски: Georg Ernst von Sayn und Wittgenstein-Berleburg; * 22 септември 1735; † 2 септември 1792 на гилотината в Париж) е граф от Зайн-Витгенщайн-Берлебург и френски маршал.

## Произход
Той е третият син и девето дете на граф Лудвиг Франц фон Зайн-Витгенщайн-Берлебург-Лудвигсбург (1694 – 1750) и съпругата му графиня Хелена Емилия фон Золмс-Барут (1700 – 1750), дъщеря на граф Йохан Кристиан I фон Золмс-Барут в Кличдорф (1670 – 1726) и Хелена Констанция, графиня Хенкел фон Донерсмарк (1677 – 1763).
По-големите му братя са Кристиан Лудвиг Казимир (1725 – 1797), граф на Зайн-Витгенщайн-Берлебург в Лудвигсбург, и Фридрих Карл (1726 – 1781).
Георг Ернст е гилотиран на 2 септември 1792 г. в Париж на 56 години по време на Френската революция (1789 – 1799).

## Фамилия
Георг Ернст се жени на 14 май 1775 г. за баронеса Каролина Жозефина де Кемпфер (* 15 юли 1755; † сл. 1839), дъщеря на барон Жан Батист дьо Кемпфер и Анна-Франсоаз де Солноас. Те имамт пет деца:
- Йохан/Йозеф Франц (* 24 февруари 1774, † 31 декември 1817), граф, женен на 28 август 1816 за Юлия Елеонора де Гратет дю Бушаж (* 8 август 1792, † 24 март 1853)
- Анна Елеонора Шарлота (* 18 януари 1776, † 1854), омъжена за конте дьо Шовини
- Лудвиг Йозеф (* 10 април 1784 в Париж, † 7 юли 1857 в Дрезден), граф, полковник в пруската войска, женен на 31 декември 1841 за графиня Паулина фон Дегенфелд-Шонбург (* 4 юли 1803, † 18 декември 1861 в Дрезден), дъщеря на граф Фридрих Кристоф фон Дегенфелд-Шонбург (1769 – 1848)и графиня Луиза Шарлота Поликсена фон Ербах-Ербах (1781 – 1830)
- Август Лудвиг (* 6 март 1788, † 1839), граф
- син